# Ardenno
Ardenno est une commune italienne de la province de Sondrio, dans la région Lombardie.

## Administration
| Période                                  | Période | Identité | Étiquette | Qualité |
| ---------------------------------------- | ------- | -------- | --------- | ------- |
|                                          |         |          |           |         |
| Les données manquantes sont à compléter. |         |          |           |         |

### Hameaux
Pioda, Biolo, Gaggio, Scheneno, Piazzalunga

### Communes limitrophes
Buglio in Monte, Civo, Dazio, Forcola, Talamona, Val Masino